# Konfirmacja

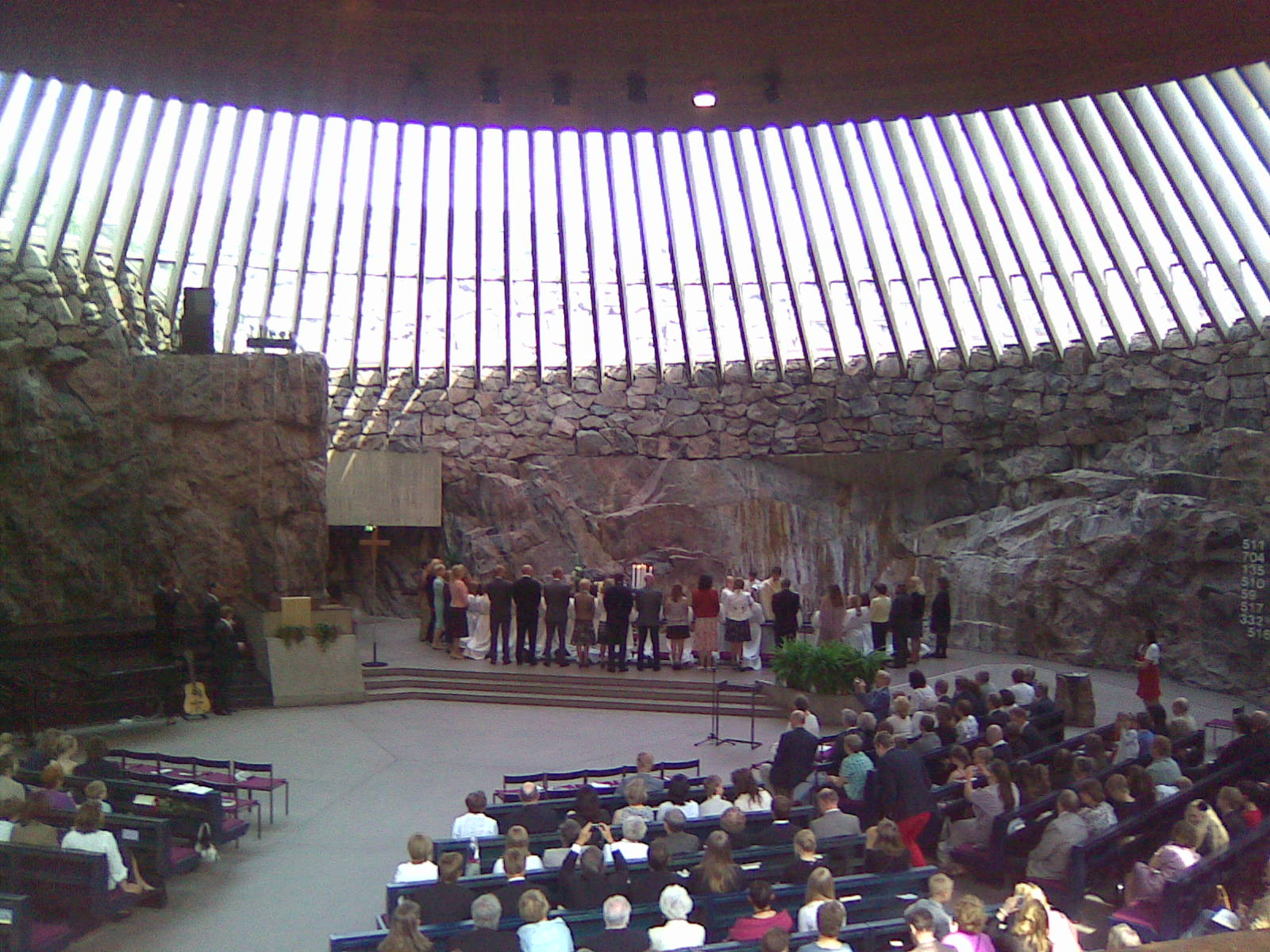
Konfirmacja w kościele Temppeliaukio w Helsinkach (2011)

Konfirmacja (pol.: konfirmacja, niem., szw.: Konfirmation, z łac. confirmatio, potwierdzenie) – w kościołach ewangelickich uroczysty obrzęd wyznania swojej wiary i ślubowania wierności Kościołowi; nie ma ona charakteru sakramentu. Obrzęd pod tą nazwą występuje także u mormonów z  Kościoła Jezusa Chrystusa Świętych w Dniach Ostatnich i polega na nałożeniu na ochrzczonych rąk duchownego w celu przekazania daru Ducha Świętego.

## Konfirmacja na świecie
W niektórych krajach protestanckich, jak Dania, Norwegia i Szwecja, bierzmowanie zostało zniesione po wprowadzeniu Reformacji, ale już po 200–300 latach (Dania/Norwegia: 1736, Szwecja 1686 i 1811) ponownie wprowadzone jako akt potwierdzenia wiary wyznanej na chrzcie i przynależności do Kościoła poprzez przyjęcie pierwszej komunii i złożenie wyznania wiary po uprzedniej paroletniej nauce religii zakończonej egzaminem, m.in. po tzw. obozie dla konfirmantów. Za odpowiedni wiek do przyjęcia komunii uznano 12–15 lat, a więc okres przejściowy między dzieciństwem i wiekiem dorosłym. Aktu konfirmacji dokonuje ordynowany duchowny poprzez położenie rąk na głowie konfirmanta i udzielenie błogosławieństwa. W Niemczech, Danii i Norwegii konfirmacja jest uroczyście świętowana poprzez wielkie przyjęcie dla rodziny, w Szwecji, skądinąd dość obojętnej religijnie, ok. 40% młodzieży przechodzi szkolenie w obozach dla konfirmantów. W Niemczech konfirmacja, początkowo odrzucona przez Marcina Lutra, została wprowadzona w XVIII wieku pod wpływem pietyzmu, który kładł nacisk na osobiste wyznanie wiary. W Szwajcarii konfirmacja udzielana jest w 16. roku życia. W większości krajów protestanckich konfirmacja ma miejsce w dniu Niedzieli Palmowej lub pierwszej niedzieli po Wielkanocy. W Polsce konfirmacja udzielana jest w wieku ok. 15 lat.
W NRD konfirmacja była energicznie zwalczana przez władze państwowe, które na jej miejsce wprowadziły „Ślubowanie młodzieży” (niem. Jugendweihe), reżyserowane przez szkoły i komunistyczny związek młodzieży FDJ. Po zjednoczeniu Niemiec Jugendweihe na parę lat zniknęła, by się na nowo pojawić ok. 1995 r. jako prywatna uroczystość dla osób niewierzących, ale w niektórych wschodnich krajach związkowych jest zabroniona. W tych landach RFN, gdzie lokalne Kościoły Ewangelickie wprowadziły nieistniejącą dawniej komunię dla dzieci, konfirmacja straciła na znaczeniu.
Kościoły rzymskokatolicki i prawosławny nie uznają ważności konfirmacji protestanckiej, a więc konwertyci na wyznanie rzymskokatolickie bądź prawosławne muszą przyjąć sakrament bierzmowania.